# Abbasydzi

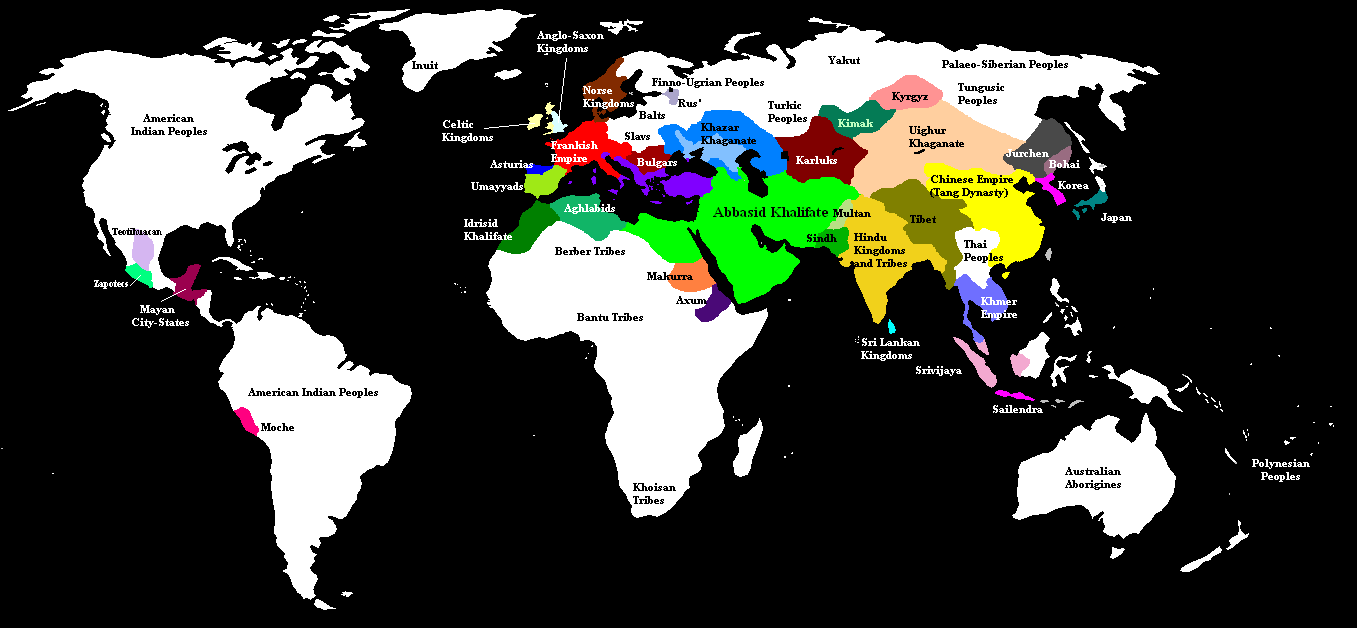
Mapa świata w roku 820

Abbasydzi – jedna z dwóch największych (licząca 37 kalifów) sunnickich dynastii imperium muzułmańskiego, rządząca Kalifatem Bagdadu. Przejęła władzę w 750, po pokonaniu poprzednio rządzących Umajjadów; przeżywała rozkwit przez dwa następne stulecia, potem znalazła się w cieniu politycznej dominacji Bujidów, a następnie Seldżuków, aż w końcu upadła po zajęciu i zburzeniu Bagdadu przez Mongołów. W 1258 wódz mongolski Hulagu-chan zdobył Bagdad i był to faktyczny koniec znaczenia politycznego dynastii, chociaż mamelucy utrzymywali jej potomków jeszcze do 1517.

## Rebelia przeciwkoUmajjadom
Kalifowie abbasydzcy rościli prawa do tytułu kalifa na podstawie pochodzenia od Abbasa ibn Abd al-Muttaliba (ok. 565 – ok. 653), jednego z najmłodszych stryjów proroka Mahometa. Na tej podstawie negowali prawa Umajjadów, którzy byli potomkami Umajji i należeli do innego klanu, niż Mahomet w strukturze plemienia Kurajszytów.
Abbasydzi zarzucali Umajjadom etykę materialistyczną, wytykali im wady moralności, oraz – ogólnie – złe rządzenie państwem. Popierali niearabskich muzułmanów, zwanych mawali (z arab. ‘klienci’), którzy w imperium Umajjadów odgrywali rolę mieszkańców drugiej kategorii, o uprawnieniach mniejszych w stosunku do ludności rdzennie arabskiej. Przypominali statusem klientów w starożytnym Rzymie: nabywali pewne uprawnienia w państwie na podstawie adopcji przez któreś z plemion arabskich. Muhammad Ibn Ali, prawnuk Abbasa, rozpoczął opozycyjną kampanię, której celem było przywrócenie władzy rodzinie Proroka.
W czasie rządów Marwana II ruch ten osiągnął punkt kulminacyjny w postaci rewolty imama Ibrahima, potomka Abbasa w czwartym pokoleniu, który, przy wsparciu ludności prowincji Chorasan osiągnął znaczące powodzenie, ale został schwytany w 747 i zmarł w więzieniu (według niektórych podań, został zamordowany). Jego brat, Abu al-Abbas Abd Allah, znany jako As-Saffah (z arab. ‘rozlewca krwi’), przejął zwierzchnictwo nad rebeliantami i po zwycięstwie nad rzeką Wielki Zab (750) ostatecznie pokonał Umajjadów i ogłosił się kalifem.

## Zjednoczenie i schizma
Abbasydzi, w procesie obalania Umajjadów, polegali w znacznym stopniu na pomocy Iranu. Następca Abu al-Abbasa, Al-Mansur, przeniósł w 762 stolicę z Damaszku do Bagdadu i powitał niearabskich muzułmanów na swoim dworze. Pomogło to w integrowaniu arabskich i perskich kultur, jednak zraziło wielu arabskich zwolenników, szczególnie z prowincji Chorasan, którzy pomagali Abbasydom podczas wielu bitew przeciwko Umajjadom.
Te nieporozumienia doprowadziły do poważnych problemów. Umajjadzi, chwilowo bez potęgi, nie zostali zniszczeni. Odbudowali swój kraj w Hiszpanii i w 756 Abd ar-Rahman I ogłosił się emirem Kordoby. Umajjadzi przyjęli także kulturę mauretańską, która była radykalne odmienna od tej, która powstała ze złączenia arabskiej i perskiej pod rządami Abbasydów.
Abbasydzi znaleźli się również w konflikcie z szyitami, którzy wspierali ich w trakcie wojny z Umajjadami, mając na względzie pokrewieństwo Abbasydów z Mahometem. Gdy tylko potomkowie Abbasa znaleźli się przy władzy, zaczęli otwarcie popierać islam sunnicki i wypierać szyicki. Prowadziło to do wielu sporów, zwieńczonych powstaniem w Mekce w 786. Po krwawych walkach szyici zbiegli do Maghrebu i założyli tam państwo Idrysydów, a krótko później berberscy Kharici powołali niepodległe państwo w północnej Afryce w 801.
W tym samym czasie Abbasydom przyszło się mierzyć z problemami znacznie bliżej rodzimych terenów. Cesarstwo Bizantyńskie walczyło z nimi o władze nad Syrią i Anatolią, a Harun ar-Raszid (786–809) do tych problemów dodał konflikt z Barmakidami, rodem perskich wezyrów dostarczającym wcześniej kalifatowi fachowych administratorów.

## Pod dominacją nie-Arabów
Mając do czynienia z takimi przeszkodami, Abbasydzi zdecydowali się na stworzenie armii lojalnej tylko kalifatowi, powołanej głównie z niewolników pochodzenia tureckiego i irańskiego, zwanych potocznie Turkami lub ghilmanami. Te wojska, ustanowione za rządów Al-Mamuna (813–833) i jego brata Al-Mutasima (833–842) przejęły faktyczną kontrolę nad kalifatem abbasydzkim.
Co najmniej od połowy IX w. dochodziło w państwie abasydzkim do tendencji odśrodkowych: zaczynały się kolejno, jedna po drugiej, uniezależniać od Bagdadu poszczególne prowincje. Z drugiej strony rząd centralny zaczyna przejmować element obcy, w rękach którego Abbasydzi stają się władcami marionetkowymi. Zaczęło się w pierwszej połowie wieku od gwardii tureckiej w nowej stolicy kalifatu abbasydzkiego, Samarze za Al-Mutasima (833–842). Następnym krokiem było powierzenie przez kalifa Ar-Radiego (934–941) tytułu „najwyższego rozkazodawcy”, „emira emirów” (arab. amir al-umara) Turkowi Ibn Raikowi. Odtąd „amir al-umara” stał się niejako świeckim ramieniem władzy kalifa. Temu ostatniemu pozostały funkcje reprezentacyjne. W 945 szyiccy Bujidzi zdobyli władzę w Bagdadzie i środkowym Iraku na ponad sto lat. Ich miejsce zajęli w 1055 Turcy Seldżuccy, wyznawcy islamu sunnickiego. W tym samym okresie rodzina Hamdanidów, dynastia szyicka, zawładnęła północnym Irakiem. Seldżuków wyparła z Iraku pod koniec XII w. dynastia chorezmszachów. Abbasydzi na krótko zdobyli pewną samodzielność na przełomie XII/XIII w., za panowania kalifa An-Nasira (1180–1225), korzystając z tego, że chorezmszachowie, dzięki którym się pozbyli zwierzchności Seldżuków, byli uwikłani w konflikt z Mongołami. Ci ostatni ostatecznie podbili i Chorezm (1219), i Irak w 1258.

## Gospodarka
Rządy Abbasydów były okresem intensywnej urbanizacji kalifatu – przykładowo założony od podstaw Bagdad w ciągu jednego pokolenia osiągnął niemal pół miliona mieszkańców. Miasta zamieszkiwali głównie urzędnicy państwowi, wojskowi, uczeni, kupcy i rzemieślnicy. Jednakże ich rozwój nie byłby możliwy bez znaczącego postępu w rolnictwie, które znacząco poszerzyło areał upraw i osiągnęło wydajność sięgającą 8–10 ziaren z jednego wysianego; w analogicznym okresie w Europie Zachodniej ten wskaźnik wynosił 2 ziarna z jednego wysianego. Ponadto Abbasydzi włączyli wieś w obrót pieniądza poprzez obowiązek płacenia podatków w pieniądzu przez chłopów.
Państwo Abbasydów miało również strategiczne położenie w handlu dalekosiężnym. w Iraku krzyżowały się szlaki handlowe z Europy i Afryki do Indii, Indonezji i Chin. Podobnie przez kalifat wiodły szlaki prowadzące na daleką północ w obręb Bałtyku i w głąb tajgi. Przez pewien czas w Kantonie funkcjonowała muzułmańska faktoria. Handlowano głównie bronią, towarami luksusowymi i niewolnikami.

## Edukacja
Rządy Haruna ar-Raszida (786–809) i jego następców odznaczyły się jako lata ogromnego dorobku intelektualnego. Wielu średniowiecznych myślicieli i filozofów żyjących pod rządami muzułmanów, narażając się ogółowi na opinię ateistów lub heretyków, odgrywało znaczącą rolę w przekazywaniu greckich, hinduskich oraz innych, przedmuzułmańskich źródeł wiedzy światu islamu, a za jego pośrednictwem – chrześcijańskiemu zachodowi (m.in. myśli Arystotelesa). Aleksandryjska matematyka, geometria i astrologia, nad którą pracowali swojego czasu jednostki jak Euklides lub Ptolemeusz, były ulepszane i rozszerzane przez uczonych muzułmańskich, takich jak matematyk Al-Chuwarizmi, od którego swoją nazwę wzięła algebra, filozof Al-Farabi, czy lekarz Al-Razi.

## Koniec kalifatu
Hulagu-chan zdobył Bagdad 10 lutego 1258, mordując znaczną część mieszkańców. Al-Mustasim, ostatni kalif z dynastii Abbasydów rządzący w Bagdadzie został stracony 10 dni później. Abbasydzi nadal starali się kierować sprawami religijnymi sunnitów, pozostając w Egipcie pod rządami mameluków. Ostatni z tych marionetkowych kalifów abbasydzkich, Mutawakkil III, po zdobyciu Egiptu przez Turków Osmańskich w styczniu 1517 został zaproszony na dwór sułtański do Konstantynopola. Selim I obiecał wprawdzie kalifowi, że przywróci go do Bagdadu, kiedy odbierze to miasto irańskim Saffawidom, ale tak się nie stało. W 1534 Sulejman Wspaniały (1520–1566) wprawdzie odbił Bagdad Persom, ale Abbasydy tam nie przywrócił. Pozwolił mu wrócić do Kairu, gdzie ten ostatni zmarł w 1543. Roszczenia do tytułu kalifa w późniejszych wiekach zgłaszali zarówno sułtanowie osmańscy, jak i władcy z dynastii Wielkich Mogołów z Indii, co najmniej od czasów Akbara (1556–1605), a po nich timurydzcy władcy z Delhi do Szaha Alama II (1759–1806). Na przełomie XVII i XVIII w. o tytuł kalifa upomnieli się pretendenci z Jemenu. Tytuł „kalifa, księcia wiernych”, określający stosunek zwierzchności sułtana tureckiego wobec chana Tatarów krymskich, został uznany ‘de iure’ w traktacie pokojowym w Küçük Kainarcι w 1774. 3 marca 1924 tureckie Wielkie Zgromadzenie Narodowe podjęło uchwałę znoszącą kalifat.

## Abbasydzi w Bagdadzie 750–1258
Przejęli władzę po wymordowanej dynastii Umajjadów. Pierwszy z rodu Haszymidów, który został wybrany kalifem 8 listopada 749 roku i utworzył nową dynastię był Al-Abbas.
- 750–754 – Abu Al-Abbas As-Saffah
- 754–775 – Abu Dżafar Al-Mansur
- 775–785 – Al-Mahdi
- 785–786 – Al-Hadi
- 786–809 – Harun ar-Raszid
- 809–813 – Al-Amin
- 813–833 – Al-Mamun
- 833–842 – Al-Mutasim
- 842–847 – Al-Wasik
- 847–861 – Al-Mutawakkil
- 861–862 – Al-Muntasir
- 862–866 – Al-Musta’in
- 866–869 – Al-Mu’tazz
- 869–870 – Al-Muhtadi
- 870–892 – Al-Mu’tamid
- 892–902 – Al-Mu’tadid
- 902–908 – Al-Muktafi
- 908–932 – Al-Muktadir
- 932–934 – Al-Kahir
- 934–940 – Ar-Radi
- 940–944 – Al-Muttaki
- 944–946 – Al-Mustakfi
- 946–974 – Al-Muti
- 974–991 – At-Ta’i
- 991–1031 – Al-Kadir
- 1031–1075 – Al-Ka’im
- 1075–1094 – Al-Muktadi
- 1094–1118 – Al-Mustazhir
- 1118–1135 – Al-Mustarszid
- 1135–1136 – Ar-Raszid
- 1136–1160 – Al-Muktafi
- 1160–1170 – Al-Mustandżid
- 1170–1180 – Al-Mustadi
- 1180–1225 – An-Nasir
- 1225–1226 – Az-Zahir
- 1226–1242 – Al-Mustansir
- 1242–1258 – Al-Musta’sim

## Abbasydzi w Kairze 1261–1517
- 1261 – Al-Mustansir
- 1262–1302 – Al-Hakim I
- 1302–1340 – Al-Mustakfi I
- 1340–1341 – Al-Wasik I
- 1341–1352 – Al-Hakim II
- 1352–1362 – Al-Mu’tadid I
- 1362–1383 – Al-Mutawakkil I
- 1383–1386 – Al-Wasik II
- 1386–1389 – Al-Mu’tasim
- 1389–1406 – Al-Mutawakkil I (ponownie)
- 1406–1414 – Al-Musta’in
- 1414–1441 – Al-Mu’tadid II
- 1441–1451 – Al-Mustakfi II
- 1451–1455 – Al-Ka’im
- 1455–1479 – Al-Mustandżid
- 1479–1497 – Al-Mutawakkil II
- 1497–1508 – Al-Mustamsik
- 1508–1517 – Al-Mutawakkil III